# HMS Kent (54)
La HMS Kent (Pennant number 54), ottava nave da guerra britannica a portare questo nome, è stata un incrociatore pesante classe County della Royal Navy. Impostata nei cantieri di Chatham il 15 novembre 1924, venne varata il 16 marzo 1926 ed entrò in servizio il 25 giugno 1928.

## Servizio
Nel 1928 la Kent entrò in servizio con una cerimonia presenziata dalla Contessa di Stanhope, diventando ammiraglia del Quinto Squadrone Incrociatori della base cinese, giungendo ad Hong Kong sei settimane dopo. Nel 1937 tornò in patria per essere sottoposta ad un ciclo di estese modifiche, incluso l'aumento della corazzatura sotto il libello di galleggiamento e il posizionamento di paratie corazzate a protezione delle sale caldaie. Vide anche sostituiti i cannoni "Pom Pom" con due installazioni ottuple. Rientrata in servizio nel 1938 fu assegnata nuovamente all'Estremo Oriente. Nel dicembre 1939, dopo lo scoppio della seconda guerra mondiale, venne trasferita presso il Quarto Squadrone Incrociatori, con il compito di svolgere pattugliamenti nelle Indie Orientali volti ad intercettare le navi corsare tedesche. Nei primi mesi del 1940 venne riassegnata a scortare convogli di trasporti truppe nell'Oceano Indiano in coppia con l'incrociatore francese Suffren.

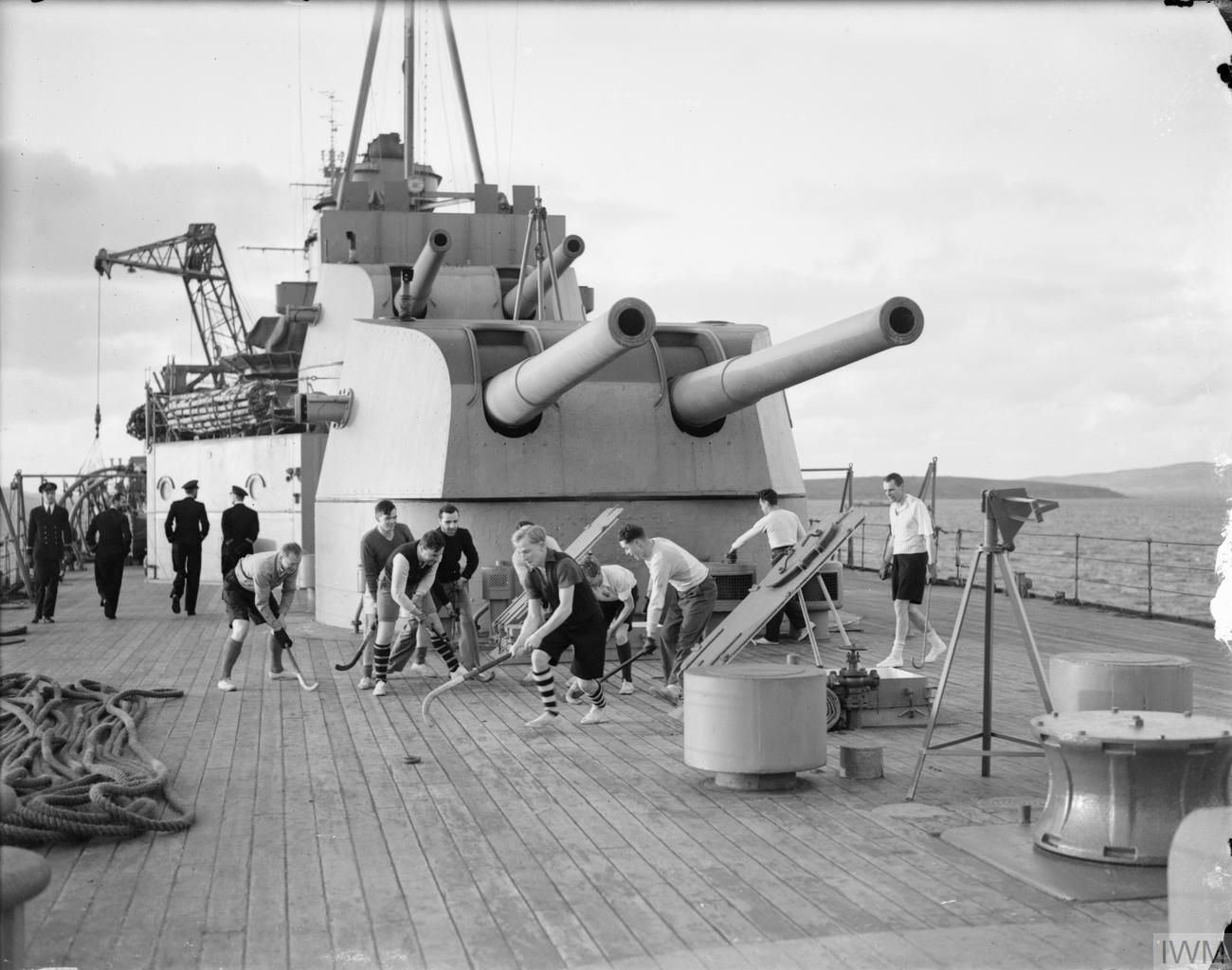
Marinai ed ufficiali della Kent giocano a hockey sul ponte. Il gioco era praticato come esercizio fisico tutti i giorni sia in navigazione che in porto

In seguito all'entrata in guerra dell'Italia, il 10 giugno seguente, venne assegnata alla Mediterranean Fleet, arrivando ad Alessandria nell'agosto seguente, dove venne assegnata al Terzo Squadrone Incrociatori. Il 17 agosto insieme a dodici cacciatorpediniere bombardò le posizioni italiane a Bardia.
Il 15 settembre insieme alla nave da battaglia Valiant e alla portaerei Illustrious e a sette cacciatorpediniere lasciò il porto di Alessandria. Il giorno seguente si unirono alla missione gli incrociatori antiaerei Calcutta e Coventry. Nella notte tra il 16 ed il 17 settembre gli aerei della Illustrious minarono il porto di Bengasi, attaccando anche le navi presenti nel porto con gli aerosiluranti. Le perdite italiane ammontarono a due cacciatorpediniere (Borea e Aquilone) e due navi mercantili (Maria Eugenia e Gloriastella).
Di ritorno da questa missione la Kent venne inviata insieme a due cacciatorpediniere a bombardare Bardia. Nella notte tra il 17 ed il 18 settembre venne colpita a poppa da un siluro lanciato da un aerosilurante italiano guidato da Carlo Emanuele Buscaglia. La nave venne trainata in porto con grande difficoltà dai cacciatorpediniere e dopo aver ricevuto delle riparazioni temporanee tornò in patria.
In seguito a lunghi lavori nei cantieri di Devonport, durante i quali la nave venne colpita da una bomba, rientrò in servizio nel settembre 1941 venendo assegnata al Primo Squadrone Incrociatori della Home Fleet con compiti di scorta ai convogli artici diretti in Unione Sovietica, dove rimase fino al 1944, scortando oltre 18 convogli e pattugliando le acque del Mare del Nord.

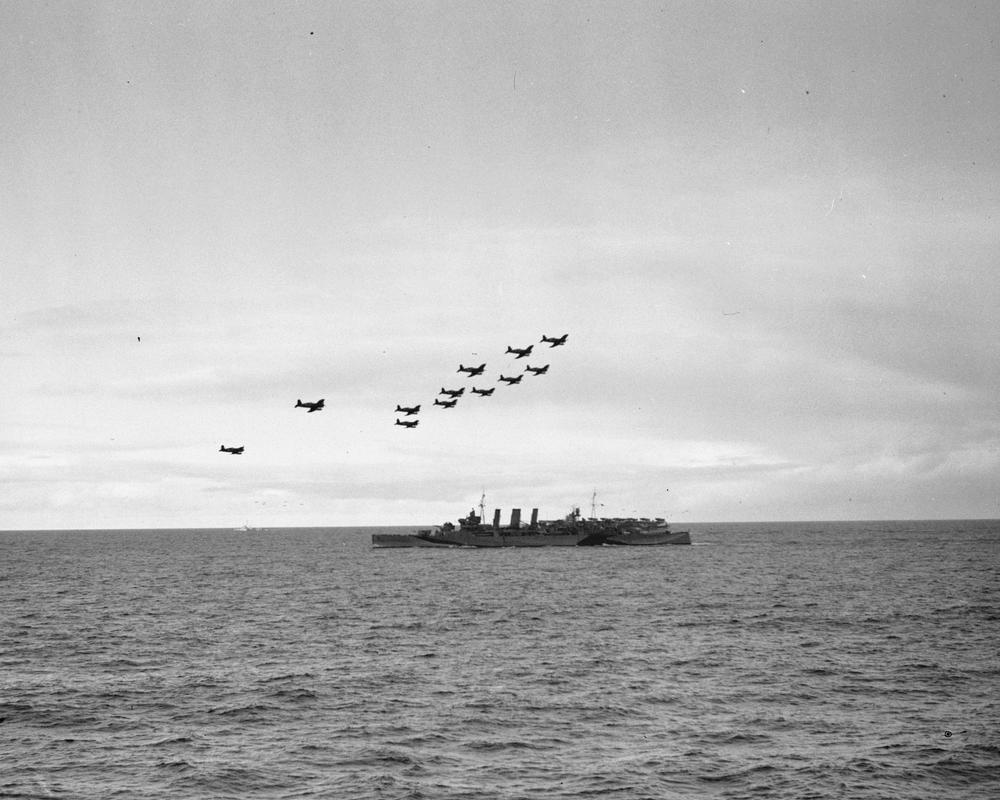
La Kent in navigazione sorvolata da 13 Chance Vought F4U Corsair

Nel 1944 prese parte a varie operazioni nelle acque norvegesi volte ad allontanare l'attenzione tedesca dai preparativi in atto per lo Sbarco in Normandia. Il 14 novembre seguente, come ammiraglia del Contrammiraglio Rhoderick McGrigor, insieme all'incrociatore leggero Bellona e ai cacciatorpediniere Myngs, Zambesi, Verulam e HMCS Algonquin attuò un raid nella zona di Egersund, intercattando in seguito un convoglio tedesco al lago del fiordo di Lister, composto da quattro mercantili e scortato dalle navi ausiliarie M.416, M.427, Uj.1221, Uj.1223, Uj.1713 ed un'altra Uj, non identificata. Dopo uno scontro a fuoco notturno iniziato alle 23.00, la Kent e i cacciatorpediniere affondarono due mercantili e tutte le scorte, tranne quella non identificata.
Alla fine del 1944 la Kent ebbe una collisione con una nave cisterna. Dopo le riparazioni effettuate sul Clyde venne trasferita nella riserva a Gare Loch come nave ammiraglia nel 1945. Nell'estate 1947, a guerra finita, venne disarmata ed utilizzata come bersaglio di allenamento.
Venne venduta alla British Steel il 22 gennaio 1948 e giunse a Troon il 31 gennaio seguente per essere demolita negli stabilimenti della West of Scotland Shipbreakers.